# 八王子市立元八王子小学校
八王子市立元八王子小学校（はちおうじしりつ もとはちおうじしょうがっこう）は、東京都八王子市弐分方町にある公立小学校。

## 概要
本校は、八王子の北西に位置し、親子三代にわたって本校に関わりをもつような児童も多く、長い歴史と伝統がある。

### 学級規模
- 生徒数は1学年65名、2学年65名、3学年74名、4学年68名、5学年69名、6学年54名 合計413名（2022年4月1日現在）[学 2]
- 学級数は1学年2、2学年2、3学年3、4学年2、5学年2、6学年2 くわのは学級3合計16（2022年4月1日現在）[学 2]
- 教員数は29人、職員３人[1]

### 小中一貫教育
八王子市の小中一貫教育の方針に則り、中学校と教員の連携・協力を深めながら、義務教育9年間を見通した小中一貫教育を推進している。

## 沿革
- 1881年（明治14年） - 東明治小学校を諏訪宿長高円寺に、西明治小学校を弐分方神戸に置く。
- 1890年（明治23年） - 東西明治小学校の学区を変更し南北に分け、北部は諏訪宿東部に明治学校を、南部は慈根寺明倫山の西部に明倫学校を置く。
- 1908年（明治41年） - 元八王子村立元八王子高等小学校が開校。
- 1910年（明治43年）4月 - 三校を合併し元八王子村立元八王子尋常高等小学校創立。一村一校となる。
- 1941年（昭和16年）4月 - 国民学校令により、元八王子国民学校と改称。
- 1945年（昭和20年）8月2日[2][3] - 午前1時頃、空襲により校舎の大部分を焼失、分散授業を実施。
- 1947年（昭和22年）4月 - 学制改革により、由井村立元八王子小学校と改称。
- 1949年（昭和24年）3月 - 元八王子中学校が現在地に移転。
- 1955年（昭和30年）4月 - 由井村の八王子市への合併により、八王子市立元八王子小学校と改称。
- 1960年（昭和35年）5月 - 創立50周年式典挙行。
- 1971年（昭和46年）4月 - 元八王子東小学校開校により学区分割（児童582名移籍）[学 3]。
- 1974年（昭和49年）4月 - 上壱分方小学校開校により学区分割（児童500名移籍）[学 4]。
- 1976年（昭和51年）4月 - 城山小学校開校により学区分割（児童435名移籍）[学 5]。
- 1979年（昭和54年）4月 - 弐分方小学校開校により学区分割（児童566名移籍）[学 4]。
- 1980年（昭和55年）4月 - 横川小学校開校により学区域変更（元八王子東小学校に児童168名移籍）[学 3]。
- 2000年（平成12年） - 創立90周年式典挙行し、タイムカプセル埋設。耐震工事実施。
- 2002年（平成14年） - パソコン室完成。
- 2010年（平成22年）5月15日 - 創立90周年記念で埋めたタイムカプセル掘り出し実施。
- 2013年（平成25年） - 	くわのは学級開設。
- 2021年（令和3年） - はちっこ教室開設[学 6]。

## 教育方針
- よく考え、自ら学ぶ子
- 思いやりがあり、力を合わせる子
- 体を鍛え、ねばり強くやりとげる子

## 通学区域
通学区域一覧・通学区域図（学校別） - 八王子市教育委員会

## 進学先中学校
- 八王子市立城山中学校

## トピクス

### 運動会の練習
運動会シーズンには毎日、指導する先生の大きな声や音がスピーカーから流れている。地域性に裏打ちされた周囲住民の学校教育への全幅の信頼と、学校教育への理解があるからである。

## アクセス
- 八王子市コミュニティバス「はちバス」西コース、西東京バス「元八02」・「元八03」・「元八21」の各系統で、「慈根寺」停留所下車後、学校正門まで、
  - 元八王子市民センター経由北の根東行（はちバス）・グリーンタウン高尾・八王子駅北口経由京王八王子駅行（西東京バス）のりばから、徒歩約65m・約1分。
  - 西八王子駅行（はちバス）・高尾駅南口（西東京バス）のりばから、徒歩約75m・約1分。
    - なお、学校正門から停留所まで、高尾街道をはさんで直接距離で約15mと近いが、学校正門前に横断歩道が設置されてなく、やや北に離れた所にある横断歩道を経由する必要があるため、遠廻りとなる。
    - また、「慈根寺」停留所には、西東京バスの深夜バス「八王子駅〜高尾駅」線も停車するが、学校開放時間外の運行となる。
- 中央道元八王子バス停より、
  - 都心方面行おりばから、徒歩約580m・約9分。
  - 甲信・東海・関西方面行のりばまで、徒歩約640m・約10分。